# آکونکاگوا ۱۸۲۱
سیارک ۱۸۲۱ (به انگلیسی: 1821 Aconcagua، نامگذاری:1950MB) هزار و هشتصد و بیست و یکمین سیارک کشف شده‌است که در ۲۴ ژوئن ۱۹۵۰ کشف شد.
قدر مطلق سیارک برابر ۱۳٫۳۰ است.